# لیبریا
لیبِریا با نام رسمی جمهوری لیبریا (به انگلیسی: Republic of Liberia)، کشوری در غرب آفریقا و شمال خلیج گینه است که پایتخت آن مانروویا می‌باشد. این کشور از شمال با سیرالئون، از شمال شرق با گینه و از شرق با ساحل عاج همسایه است و از غرب به اقیانوس اطلس پیوند می‌خورد. کشور لیبریا در سال ۱۸۴۷ میلادی توسط بردگان آزادشده‌ای که از آمریکا به قارهٔ آفریقا بازگشته بودند، بنیاد شد و کهن‌ترین جمهوری‌ قارهٔ آفریقا است. این کشور از دههٔ ۱۹۹۰ به دلیل جنگ‌های طولانی داخلی و نیز نقشی که در جنگ سیرالئون داشت، کشوری شناخته شده است و دارای حدود ۵٬۰۵۸٬۰۰۰ نفر جمعیت است. زبان رسمی این کشور انگلیسی است که به همراه ۲۹ زبان محلی دیگر در این کشور به کار می‌رود. ادیان مسیحیت، اسلام و برخی عقاید دیگر در این منطقه رواج دارد. میانگین عمر مردان ۴۱ سال و زنان ۴۲ است. واحد پول این کشور دلار لیبریا می‌باشد. الماس، آهن، کائوچو، قهوه و کاکائو از محصولات صادراتی این کشور است.

## تاریخ

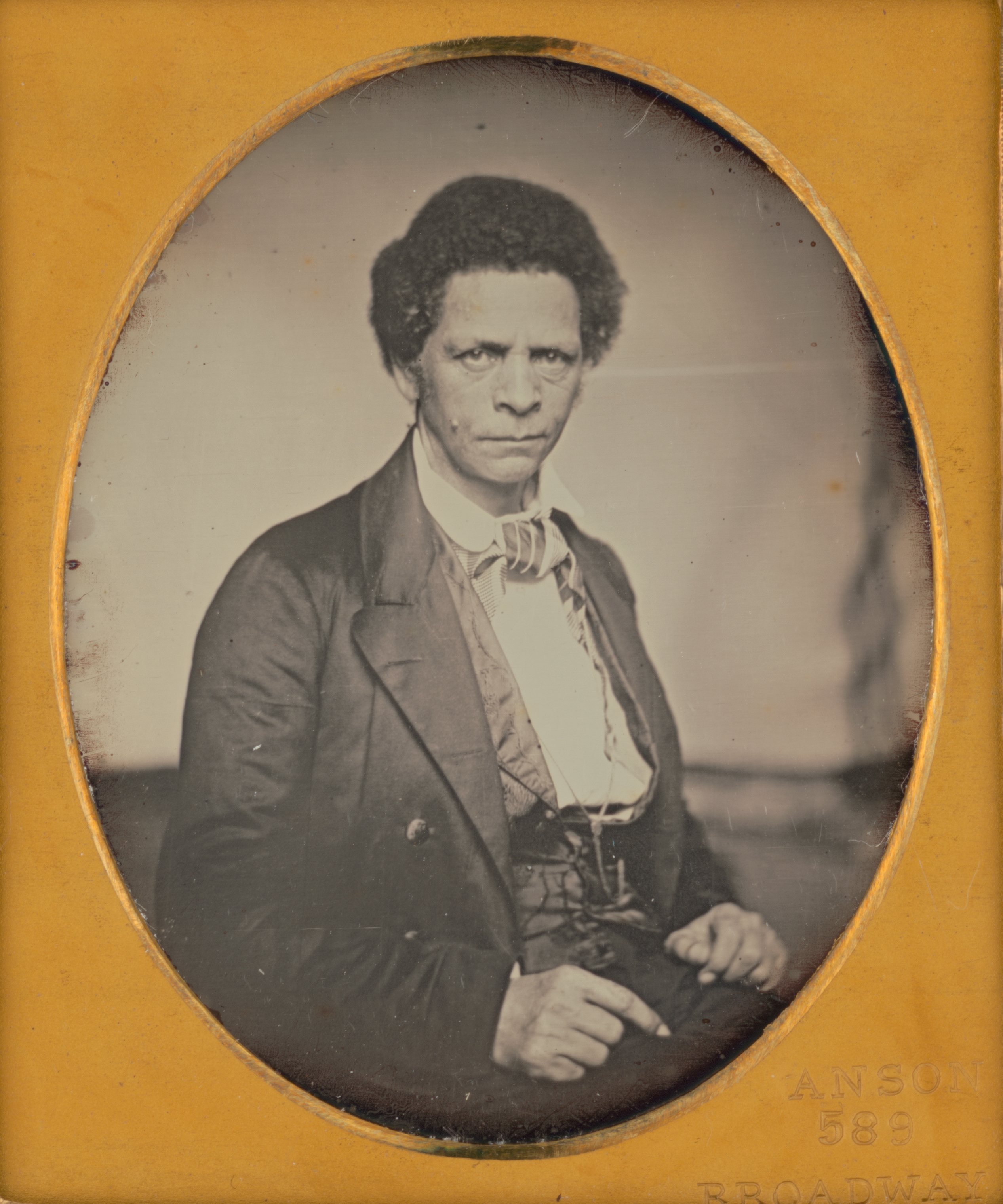
جوزف جنکینز رابرتز، نخستین رئیس‌جمهور لیبریا

در ۱۸۲۱ و ۱۸۲۲ انجمن کوچ‌نشین آمریکا، لیبریا را برای استقرار بردگان آزاد شده بنیاد گذاشت.
در ۱۸۴۷ در لیبریا اعلام جمهوری شد. سیاهپوستان مهاجر آمریکایی بر آفریقایی‌های محلی چیرگی یافتند و این چیرگی را به دور از ساحل گسترش دادند.
از ۱۸۷۸ تا ۱۹۸۰ قدرت در دست رؤسای جمهوری از حزب ویگ واقعی، از جمله ویلیام تابمن (رئیس‌جمهور از ۱۹۴۴ تا ۱۹۷۱) بود.
جانشین وی، ویلیام تالبرت طی کودتایی به رهبری ساموئل دو ترور شد. ساموئل دوئه نخستین لیبریایی با نیاکان محلی بود که حکومت کرد.
در کودتایی در سال ۱۹۹۰، ساموئل دوئه سرنگون شد. جامعهٔ اقتصادی کشورهای غرب آفریقا به منظور ایجاد نظم از چندین کشور منطقه‌ای سرباز گسیل کرد، ولی جنگ داخلی که در آغاز میان دو نیروی شورشی بود، به رغم آتش‌بس ادامه داشت، این جنگ داخلی ۱۴ ساله در سال ۲۰۰۳ پایان یافت و باعث کشته شدن حدود ۲۵۰ هزار نفر شد.
در سال ۱۹۹۹، غنا، نیجر و دیگر کشورها، لیبریا را به دلیل پشتیبانی شورشیان سیرالئون محکوم کردند. در همین زمان چارلز تیلور نیز گینه را به طرفداری از آشوبگران شمال لیبریا متهم کرد.
اختلاف بر سر نتیجهٔ انتخابات ریاست جمهوری لیبریا موجب بروز بحران سیاسی دراین کشور شده بود بطوری که ناظران از احتمال از بین رفتن دموکراسی شکننده حاکم بر این کشور را که به درگیری‌های ۱۴ساله پایان داد، نگران بودند.
الن جانسون سیرلیف که بخاطر فعالیت‌هایش در زمینه دفاع از حقوق زنان، جایزهٔ نوبل را کسب کرد، نخستین رئیس‌جمهور زن دراین کشوراست که از زمان کسب استقلال این کشور در سال ۲۰۰۵ میلادی در آفریقا، به صورت دموکراتیک انتخاب شده است.

## سیاست

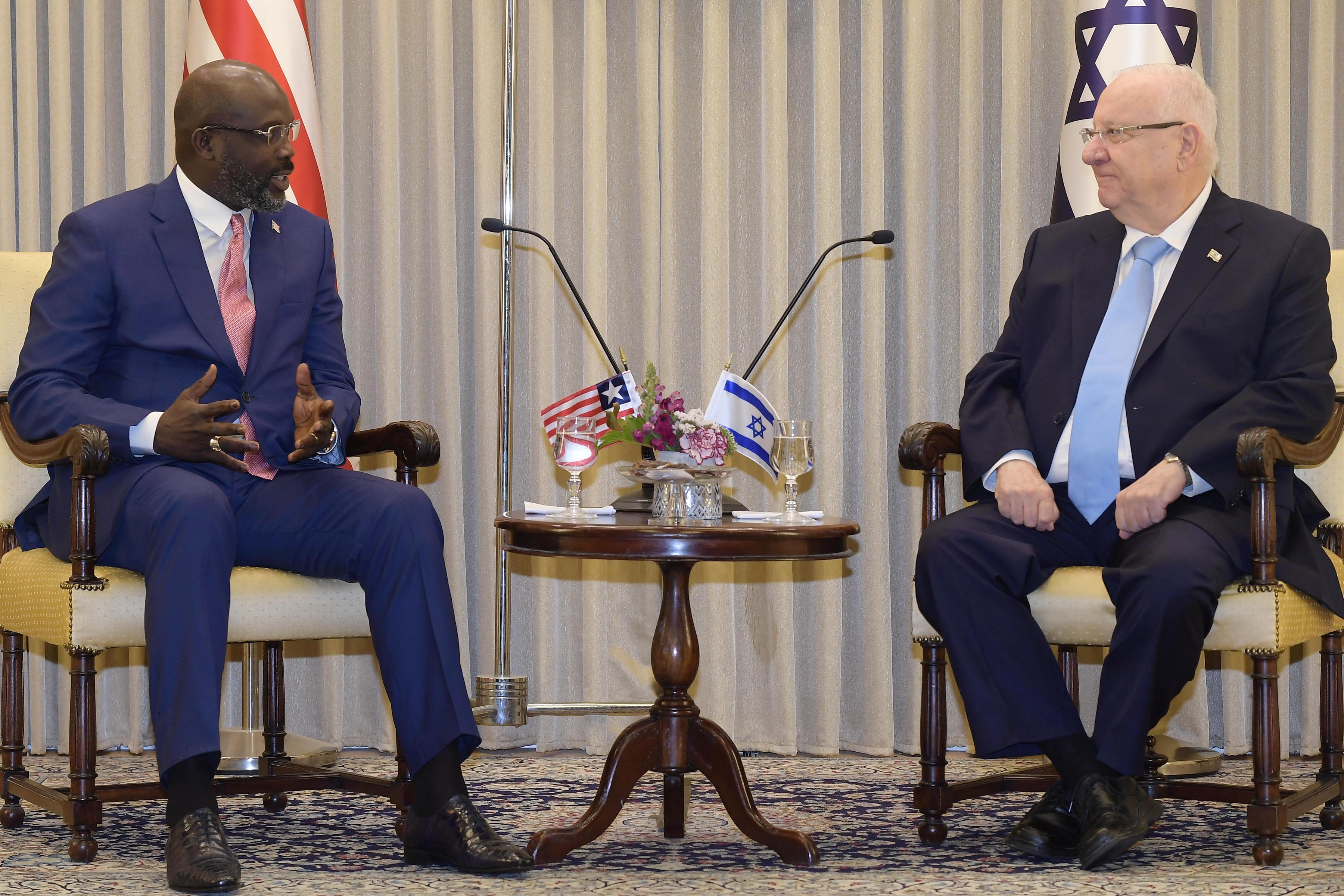
جرج وه‌آ رئیس‌جمهور لیبریا و رووین ریولین دهمین رئیس‌جمهور اسرائیل

در قانون اساسی، انتخاب رئیس‌جمهور، معاون رئیس‌جمهور، مجلس سنای ۲۶ نفره و مجلس نمایندگان ۶۴ نفره برای دوره‌ای شش ساله با رأی تمامی افراد بالغ پیش‌بینی شده است.
رئیس‌جمهور، کابینهٔ وزیران را انتصاب می‌کند. در ۱۹۹۰، نظام سیاسی لیبریا به دلیل جنگ داخلی از هم پاشید.
سیرالئون و لیبریا، سال‌ها گرفتار جنگ داخلی بوده‌اند و چارلز تیلور نقشی اساسی در هر دو جنک ایفا کرد. چارلز تیلور متهم است که با مداخله در جنگ داخلی خونین سیرالئون از سال ۱۹۹۱ تا ۲۰۰۱ آمر انواع جرائم از جمله قتل، تجاوز، فرستادن کودکان به جنگ، برده داری و غارت بوده است.
در سال ۹۰ خورشیدی دو زن فعال سیاسی از لیبریا به‌طور مشترک با یک فعال صلح یمنی جایزه صلح نوبل را به خود اختصاص دادند.
الن جانسون سیرلیف رئیس‌جمهور لیبریا، و «لیما گبمووی»، فعال صلح لیبریایی و مدیر شبکه صلح و امنیت آفریقا (که کمک‌های آن به دومین جنگ مدنی لیبریا پایان داد) در آن سال با فرد یادشده به عنوان برندگان مشترک جایزه ۱٫۵ میلیون دلاری نوبل صلح معرفی شدند.
الن جانسون سیرلیف ملقب به بانوی آهنین آفریقا، اولین زنی است که با رأی مردم قدرت را در قاره سیاه بدست گرفته است. قدرت اراده و قاطعیت در تصمیم‌گیری، چنین لقبی را برای این سیاستمدار ۷۲ ساله به ارمغان آورده است.
سیرلیف در ترکیب دولت‌های مختلفی در لیبریا قرار داشته است. نخست، در دوران ریاست جمهوری ویلیام توبمان (سال‌های ۱۹۴۳ تا ۱۹۷۱ و سپس، ویلیام تولبرت (از ۱۹۷۱ تا ۱۹۸۰). او در دولت تولبرت طی سال‌های ۱۹۷۲ تا ۱۹۷۳ به عنوان وزیر دارایی فعالیت کرد اما بر اثر اختلاف نظر بر سر زمینه‌ها، یکسال بعد از مقام خود استعفا داد.
چند سال بعد، دولت تولبرت در نتیجه کودتای سرهنگ ساموئل دوئه سرنگون و خود وی و شماری از وزیرانش دستگیر و اعدام شدند. در چنین شرایطی، سیرلیف موفق به فرار و زندگی در تبعید در کنیا شد و در نایروبی پایتخت این کشور آفریقایی از سال ۱۹۸۳ تا ۱۹۸۵ مدیریت سیتی‌بانک را برعهده گرفت.
بانوی آهنین لیبریا دو بار هم به زندان افتاده است، یکبار به اتهام خیانت به رئیس‌جمهور ساموئل دوئه (۱۹۸۰ ۱۹۸۹) از طریق نطق‌هایش در جریان بازگشت سیرلیف به کشور که از سوی دادگاه، به ۱۰ سال زندان محکوم شد و بار دیگر، هنگامی که چارلز تیلور در یک کودتای نظامی دیگر ساموئل دوئه را سرنگون کرد و سیرلیف پس از حمایت اولیه از او، زبان به اعتراض از عملکرد دولتش گشود، روانه زندان گشت.
او در جریان انتخاباتی که سال ۱۹۹۰ با حضور تیلور برگزار شد، به عنوان رقیب وی در عرصه حضور یافت اما نتیجه انتخابات به نفع تیلور (با کسب ۷۵ درصد آرا) در مقابل ۱۰ درصد سیرلیف اعلام شد، موضوعی که وی معتقد بود در آن تقلب شده است.

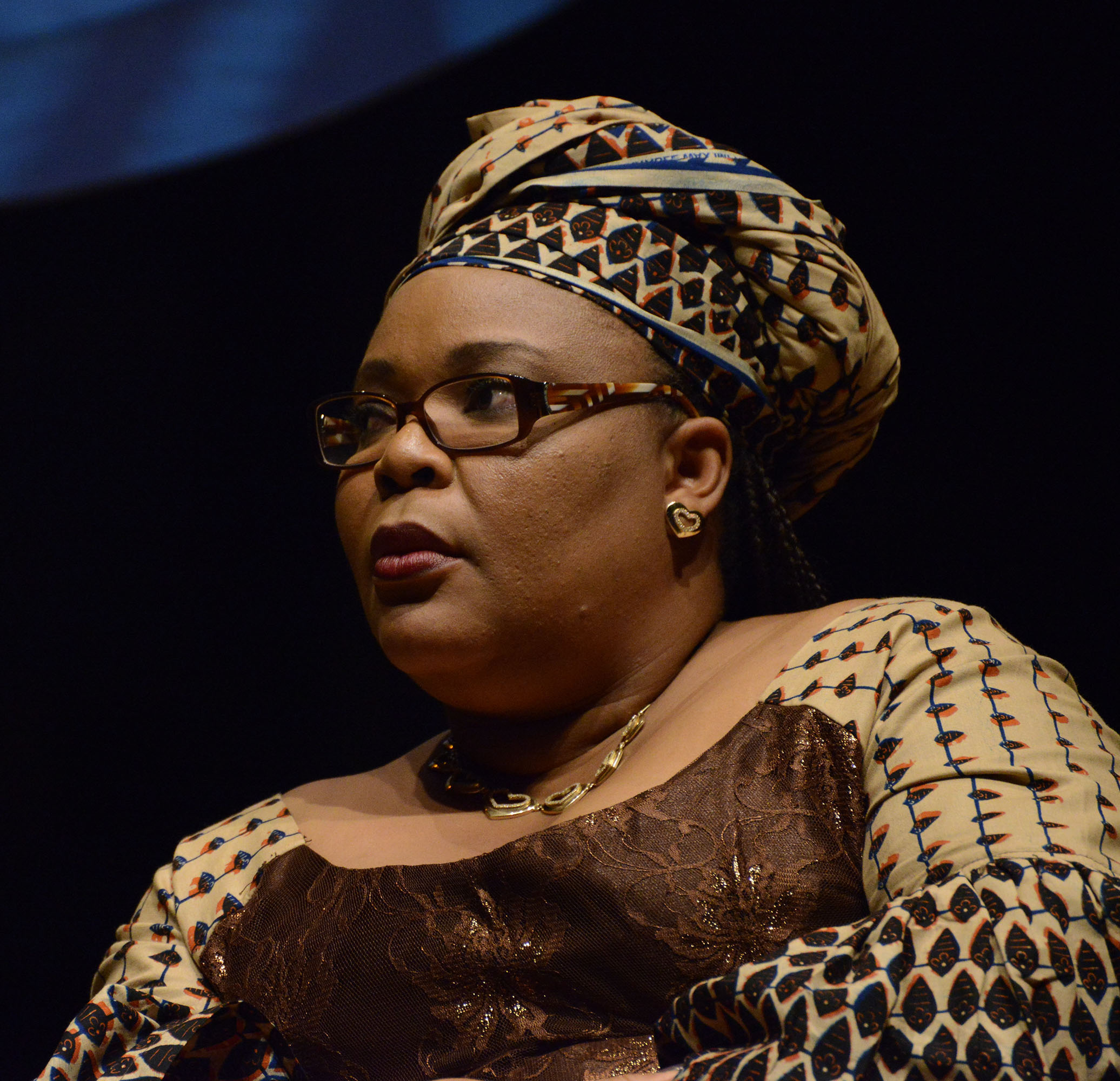
لیما گبوی برنده جایزه صلح نوبل در لیبریا برای «مبارزه بدون خشونت برای امنیت زنان و حقوق زنان در مشارکت برای ایجاد صلح»

اما شرایط برای تیلور نیز همواره موافق نبود. در سال ۱۹۹۹ لیبریا وارد شورش، درگیری و یک جنگ داخلی خونین شد و در نتیجه آن، تیلور ناچار شد در سال ۲۰۰۳ حکومت را به دولت موقتی واگذار کند که در آن، سیرلیف به عنوان رئیس کمیسیون اصلاح دولتی نقش مؤثری ایفا کرد. در سال ۲۰۰۵ انتخابات ریاست جمهوری در لیبریا با حضور سیرلیف و ژرژ وه‌آ، فوتبالیست پیشین معروف این کشور برگزار شد و در دور دوم، سیرلیف موفق شد با کسب حدود ۶۰ درصد آرا او را شکست دهد. وعده‌های سیرلیف به مردم کشور فقیر و جنگ‌زده لیبریا در این انتخابات، آوردن سرمایه‌های خارجی، تداوم ثبات در کشور و کنترل فساد دولتی بود.
بخش بزرگی از مسئولیت برگزاری انتخابات آرام لیبریا بر عهده سازمان ملل بوده که با تعداد زیادی از مأموران حافظ صلح، آرامش را به لیبریا بازگردانده است.
لیبریا از گذشته‌های دور اهمیت زیادی برای ایالات متحدهٔ آمریکا دارد. پس از پایان جنگ‌های داخلی لیبریا در سال‌های ۲۰۰۳ تا ۲۰۰۵ ایالات متحدهٔ آمریکا، ۸۴۰ میلیون دلار به لیبریا کمک مالی کرد و جورج بوش اعلام کرد که پشتیبانی از دولت الن جانسون سیرلیف و کمک به جمهوری لیبریا در راس برنامه‌های ایالات متحده است.
در مراسم تحلیف جانسون که ۱۶ ژانویه ۲۰۰۶ برگزار شد مقام‌ها و شخصیت‌های مختلفی از کشورهای جهان از جمله لورا بوش همسر جورج بوش رئیس‌جمهور وقت آمریکا، کاندولیزا رایس وزیر خارجه آن کشور و نمایندگانی از چین، روسیه و کشورهای اروپایی و آفریقا شرکت کردند.

## جغرافیا

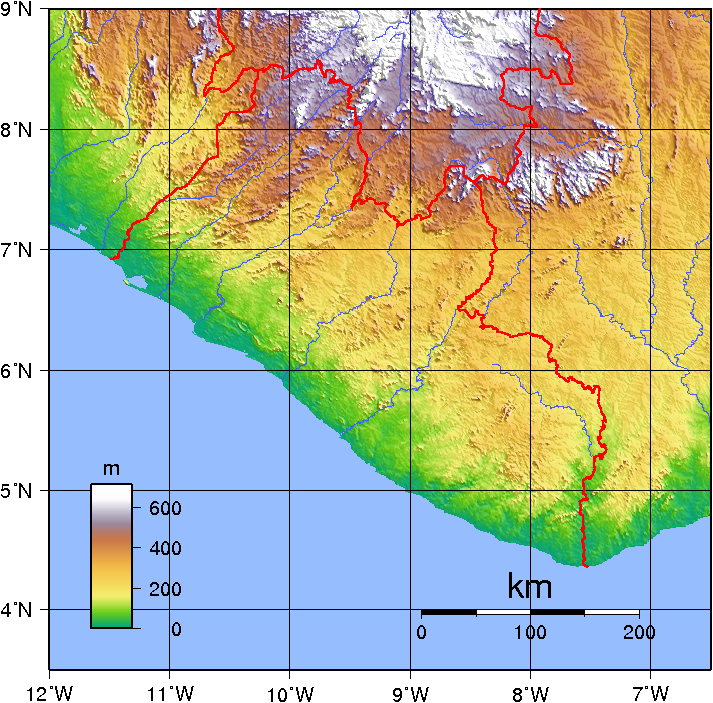
نقشه توپوگرافی از جغرافیای لیبریا

لیبریا بین گینه، ساحل عاج و سیرالئون قرار دارد و می‌توان از آن‌ها به عنوان دروازهٔ غربی آفریقا یاد کرد، زیرا راه ورود به همهٔ کشورهای آفریقای غربی است. از راه این کشور و خلیج گینه می‌توان به کشورهای بنین، توگو، نیجریه، کامرون و همچنین کشور چاد راه یافت.
در لیبریا منطقه باتلاقی پست ساحلی در جوار منطقه‌ای مرتفع تر و پوشیده از جنگل‌های استوایی است.
رودهای مهم آن سنت پل، سنت جان، سِس و بلندترین نقطه لیبریا کوه نیمبا، با ۱۳۸۰ متر است.
لیبریا با فصل مرطوب در تابستان و فصل خنک در زمستان، آب و هوایی استوایی دارد.

### تقسیمات کشوری
کشور لیبریا دارای ۱۵ ایالت می‌باشد: 

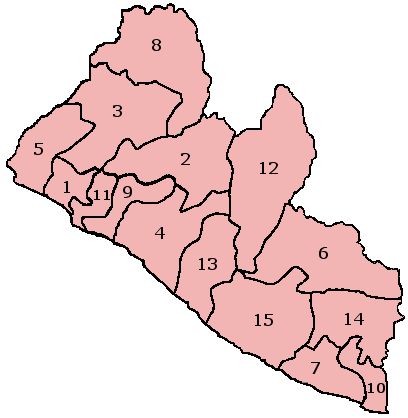
نقشه تقسیمات کشوری لیبریا

1. بومی (Bomi)
2. بونگ (Bong)
3. جبارپلو (Gbarpolu)
4. گراند باسا (Grand-Bassa)
5. گراند کیپ مونت (Grand Cape Mount)
6. گراند گده (Grand-Gedeh)
7. گراند کرو (Grand-Kru)
8. لوفا (Lofa)
9. مارگیبی (Margibi)
10. مریلند (Maryland)
11. مونتسرادو (Montserrado)
12. نیمبا (Nimba)
13. ریور سس (River Cess)
14. ریور جی (River Gee)
15. سینوئه (Sinoe)

## مردم

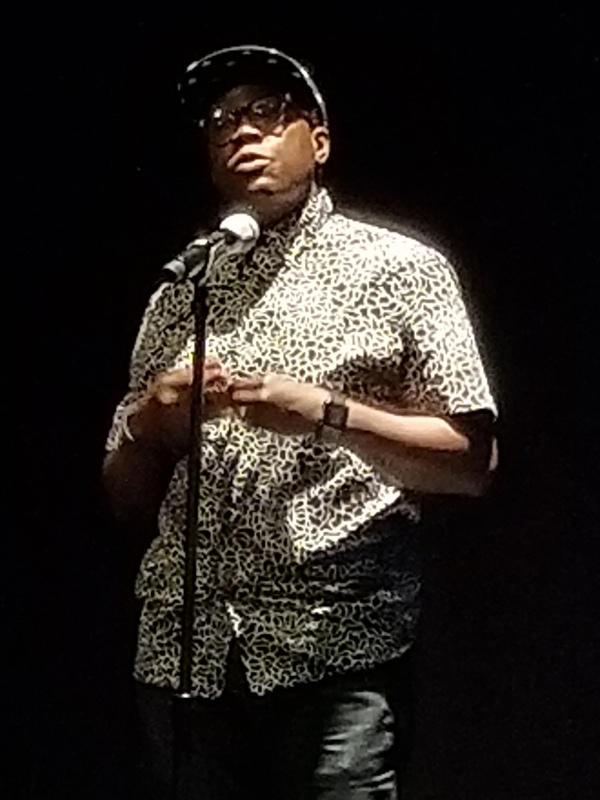
شرل دونیه هنرپیشه و کارگردان فیلم لیبریایی

۱۹ ٪ نژاد این کشور را قبایل کپله، ۱۳٪ باسا، ۱۰٪ گربو، ۷٪ گیو، ۷٪ کرو و ۶٪ را مانو تشکیل می‌دهند، همچنین دین ۶۳٪ لیبریایی‌ها، عقاید سنتی و قبیله‌ای و ۲۱ ٪ مسلمان و ۱۶ ٪ مسیحی است. زبان انگلیسی، زبان رسمی لیبریا است که در کنار آن سایر زبان‌های بومی و قبیله‌ای نیز رایج است.
در بعضی از محله‌ها از جمله Red Light Junction که فقیرترین محله پایتخت است، مشکلات اجتماعی در رابطه با روسپیگری و استفاده از مواد مخدر وجود دارد.

## اقتصاد

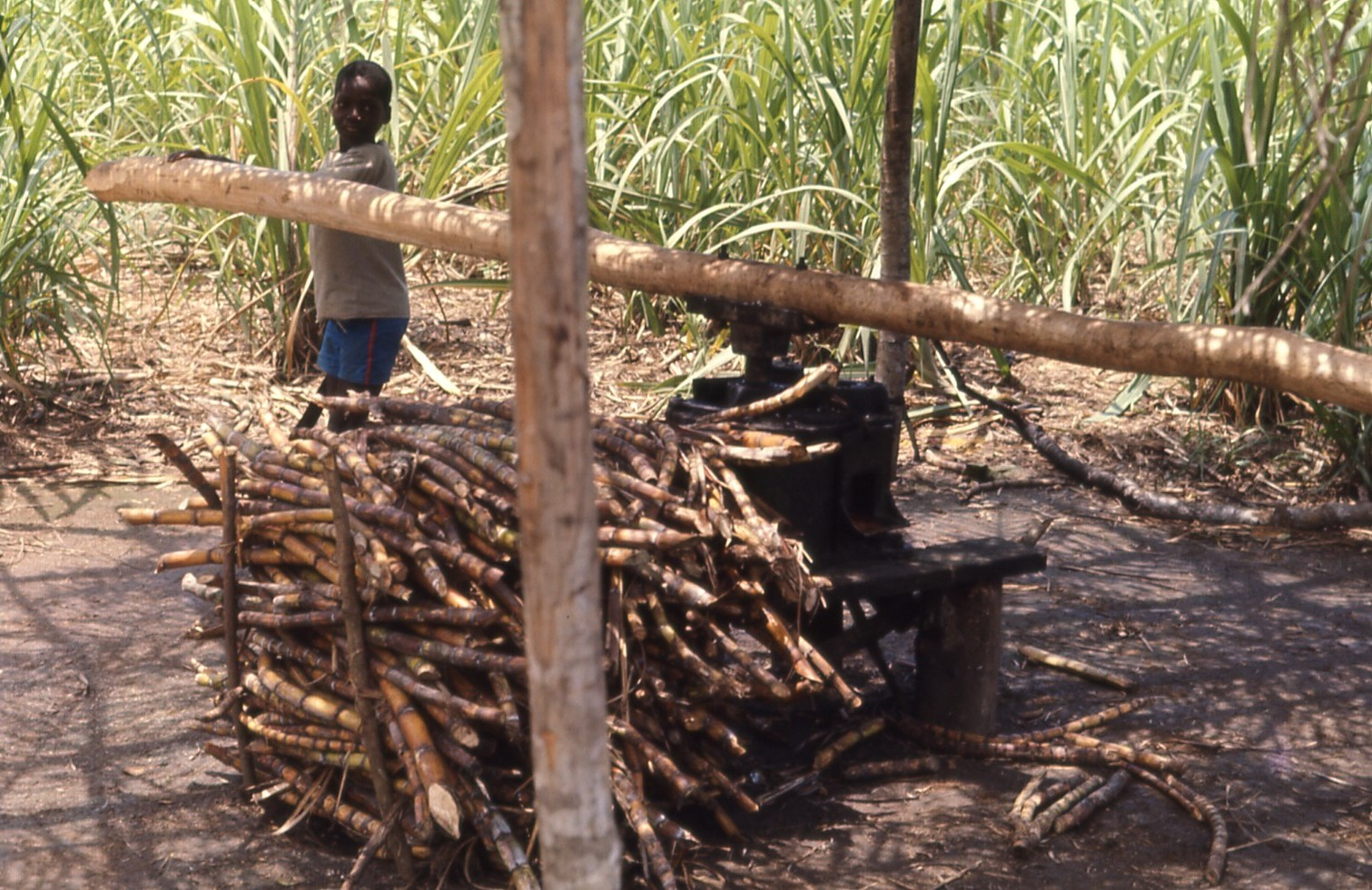

بیش از ۷۰ ٪ نیروی کار به کشاورزی اشتغال دارد، و مانیوک و برنج را به عنوان محصولات معیشتی، و لاستیک، قهوه و کاکائو را برای صدور تولید می‌کند.
لیبریا مانند کشورهای پیرامون آن، هم از نظر فراورده‌های کشاورزی و باغداری ویژهٔ سرزمین‌های گرمسیری و استوایی مانند کاکائو، قهوه، نیشکر، برنج و موز هم از نظر اندوخته‌های معدنی مانند سنگ آهن، طلا، منگنز، الماس، زغال سنگ سرشار است.
ایالات متحدهٔ آمریکا از آغاز جنگ جهانی اول تا پایان جنگ جهانی دوم توانست از منابع کائوچوی این کشور کارخانه‌های لاستیک‌سازی فایرستون، استفاده کند. هم‌اکنون نیز مواد معدنی و گیاهی مورد نیاز خود را از نزدیکترین راه، یعنی از شرق اقیانوس اطلس، از بندرهای لیبریا به بندرهای شرق ایالات متحده می‌رساند.
لیبریا از صادرکنندگان عمدهٔ سنگ آهن است، ولی اقتصاد کشور به دلیل جنگ داخلی به هم خورده است. لیبریا درمجموع حدود سه میلیارد و ۷۰۰ میلیون دلار بدهی خارجی دارد که بیشتر آن‌ها در دوران دیکتاتوری‌های ساموئل دوئه و چارلز تیلور به بار آمده است. آمریکا در زمان وزارت خارجه کاندولیزا رایس آمریکا کلیه بدهی ۳۹۱ میلیون دلاری لیبریا به آمریکا را بخشید.
لیبریا تا سال ۲۰۰۹ میلادی هیچ ذخایر اثبات شده یا تولید نفتی نداشته است.

## آموزش و رسانه
- میزان با سوادی: ۳۵ ٪ (تخمین ۱۹۸۵).
- سنین تحصیل اجباری: (فرضاً) ۶ تا ۱۶ سال.
- تعداد دانشگاه: ۱.

رسانه‌های لیبریا ازسوی شبکه ارتباطات لیبریا (LCN) وابسته به رئیس‌جمهوری هدایت می‌شوند. LCN دارای یک شبکه تلویزیونی و دو شبکه رادیویی است. مطبوعات لیبریا نیز معمولاً به این شبکه وابسته هستند. رادیو بین‌المللی فرانسه نیز در مونروویا تقویت می‌شود.
هفت شبکه مطبوعاتی در لیبریا مشغول به کار هستند که سه شبکه دولتی و بقیه مستقل هستند. دو شبکه تلویزیونی وابسته به دولت و چندین ایستگاه رادیویی نیز در لیبریا به تولید و پخش برنامه می‌پردازند. لیبریا دارای یک خبرگزاری به نام "خبرگزاری لیبریاً است.

## دفاع
- کل نیروهای مسلح: به دلیل جنگ داخلی نیروی مسلح لیبریا دیگر موجود نیست.
- دولت انتقالی را نیروی مرکب از ۸۰۰۰ سرباز «جامعهٔ اقتصادی کشورهای غرب آفریقا» حمایت می‌کند.
- مجموع نیروی دو گروه شورشی ۱۱۰۰۰ نفر است.
- خدمت سربازی: ندارد.